# Ngải Hổ Sinh
Ngải Hổ Sinh (sinh tháng 10 năm 1951) là Trung tướng Quân Giải phóng Nhân dân Trung Quốc (PLA). Ông từng giữ chức Tham mưu trưởng và Phó Tư lệnh Quân khu Thành Đô.

## Tiểu sử
Ngải Hổ Sinh sinh tháng 10 năm 1951. Quê quán tổ tiên của ông là Vũ Châu, tỉnh Hà Nam. Ông là con trai của Ngải Phúc Lâm, nguyên chính ủy lực lượng pháo binh Quân khu Thẩm Dương. Tháng 3 năm 1967, Ngải Hổ Sinh tham gia PLA. Ông có bằng thạc sĩ lịch sử từ Đại học Liêu Ninh.
Ngải Hổ Sinh phục vụ trong nhiều năm ở Quân khu Thẩm Dương, lên đến vị trí Trung đoàn trưởng Trung đoàn 347, Sư đoàn 116, Tập đoàn đoàn 39, sau đó là Sư đoàn trưởng rồi Tham mưu trưởng Tập đoàn quân 39 (năm 1999). Tháng 10 năm 2002, ông trở thành Tư lệnh Tập đoàn quân 39. Tháng 9 năm 2007, ông được chuyển đến Quân khu Thành Đô để giữ chức vụ Tham mưu trưởng. Tháng 2 năm 2012, ông được bổ nhiệm làm Phó Tư lệnh Quân khu Thành Đô. Tháng 12 năm 2014, Ngải Hổ Sinh giải ngũ sau khi tới độ tuổi nghỉ hưu bắt buộc là 63 đối với các chỉ huy cấp phó quân khu. Ông được thay thế bởi Trung tướng Chu Tiểu Chu.
Năm 2002, ông được phong quân hàm Thiếu tướng. Tháng 7 năm 2009, ông được thăng quân hàm Trung tướng. Ông là đại biểu Quốc hội khóa X (2003-2008). Ông là Ủy viên dự khuyết Ban Chấp hành Trung ương Đảng Cộng sản Trung Quốc khóa XVII, XVIII.